# Komitopulové

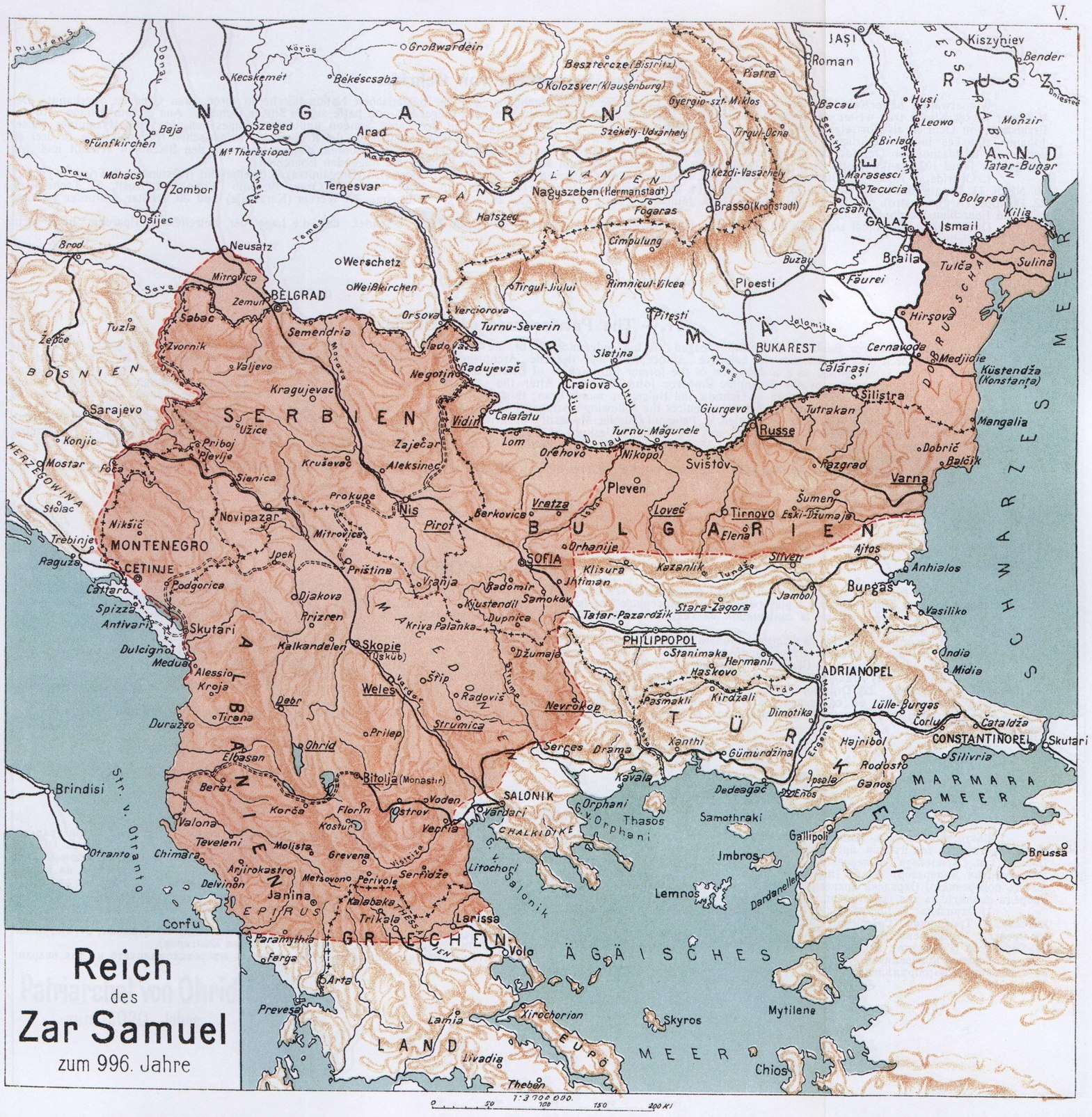
Největší rozsah bulharské říše za vlády Samuela

Komitopulové byli čtyři synové správce sredecké oblasti první bulharské říše, kteří po smrti cara Petra I. roku 970 získali kontrolu nad západními oblastmi bulharského státu, zatímco východní části získal během bojů s kyjevským knížetem Svjatoslavem tehdejší byzantský císař Jan I. Tzimiskes, který také odvedl do zajetí Petrovy syny, Borise a Romana. Cílem čtyř bratrů Davida, Mojžíše, Árona a Samuela bylo dobýt zpět ztracené části bulharského státu, a proto si mezi sebou na území pod jejich kontrolou rozdělili vládu. Nejstarší David vládl na jihu, Mojžíš v oblasti kolem řeky Strumice, Áron v oblasti Sredce a nejmladší Samuel si zvolil za své sídlení město pravděpodobně Vidin na břehu Dunaje. Centrem celého státu se postupně stala oblast kolem Ochridu. V době smrti Jana Tzimiska vládl v celém Bulharsku již jen Samuel, zatímco ostatní jeho sourozenci již zemřeli – David padl v bojích s Valachy, Mojžíš zemřel během obléhání Seresu a Áron byl zabit samotným Samuelem, když se neúspěšně pokusil zmocnit se vlády. Po smrti byzantského císaře utekli z Konstantinopole zajatí synové cara Petra, Boris a Roman. Boris byl ale zabit při přechodu bulharských hranic a Roman, vykastrovaný na rozkaz Jana Tzimiska, nemohl kvůli svému handicapu prosadit svoji samostatnou vládu, takže vládl jen formálně, přičemž skutečným vládcem byl Samuel. Když Roman upadl znovu do byzantského zajetí a o několik let později zemřel v Konstantinopoli, Samuel se prohlásil carem a založil tak svou vlastní dynastii.

## Vládci Bulharska z řad komitopulů a jejich potomků
- David
- Mojžíš
- Áron

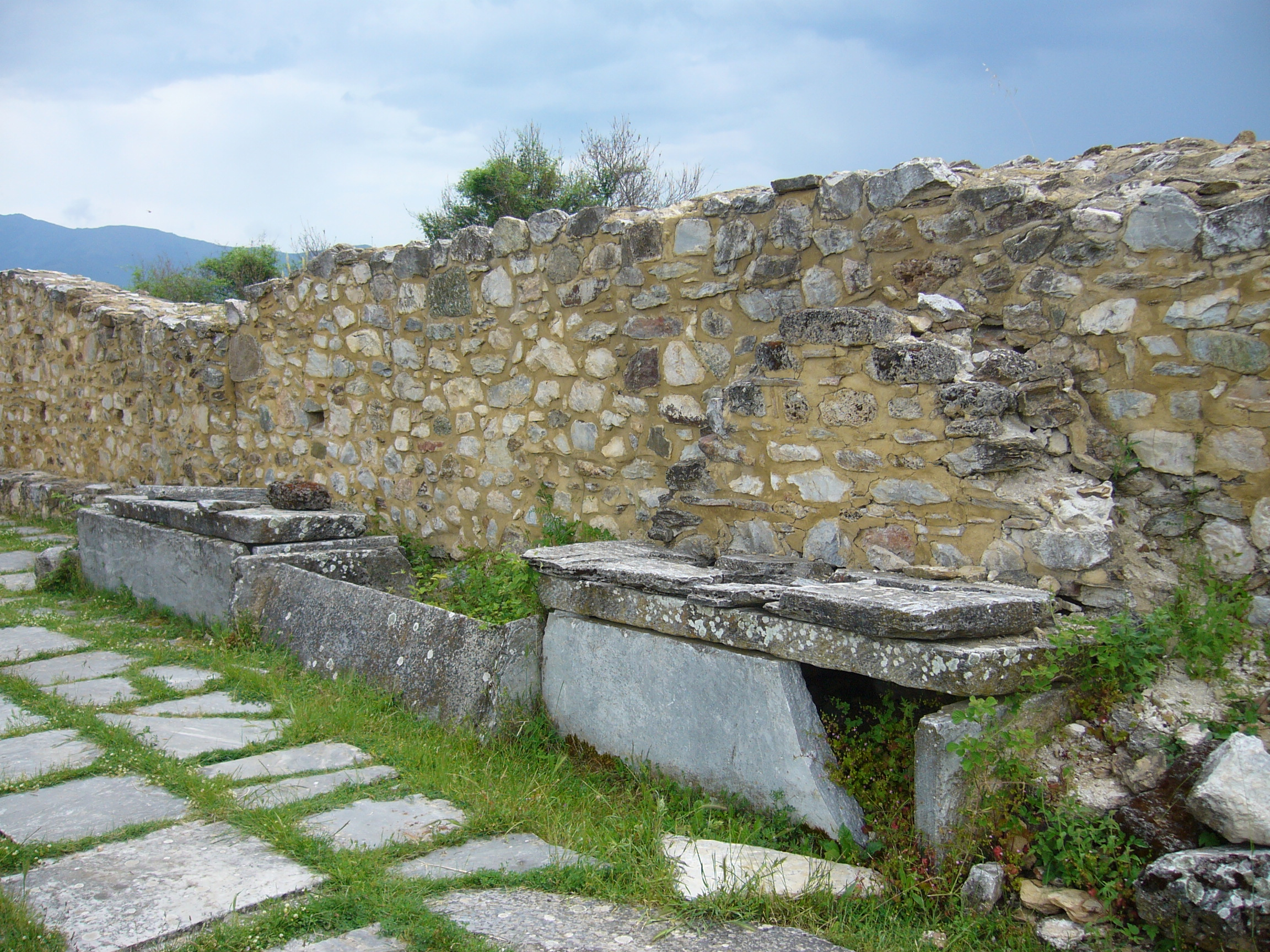
Hrobky Samuela, Gabriela Radomira a Ivana Vladislava

- Samuel (997–1014), od roku 997 bulharský car
- Gabriel Radomír (1014–1015), syn Samuela
- Ivan Vladislav (1015–1018), syn Árona, nechal Gabriela zavraždit a sám se ujal vlády[3]

## Pozdější vývoj
Roku 1018 se Ivan Vladislav pokusil dobýt město Drač na jadranském pobřeží v dnešní Albánii. Při jeho obléhání ale zahynul a zbytek bulharského území dobyl byzantský císař Basileios II.